# Danske Venstre
Det Danske Venstre var et liberalt politisk parti dannet 1884 gennem fusion mellem Det Moderate Venstre og moderate medlemmer af  Det Folkelige Venstre (under ledelse af Christen Berg).